# Escravo de Ménon

O escravo de Ménon recebe uma lição de Sócrates sobre geometria euclidiana.

O escravo de Ménon é um personagem no diálogo de Sócrates, Ménon, escrito por Platão.
Sócrates demonstra o seu método de questionamento e reminiscência, interrogando um rapaz escravo que trabalha na casa de Ménon. Este escravo é ignorante em matérias de geometria. A discussão subsequente mostra que o escravo é capaz de aprender um complexo problema de geometria. Desta forma, Sócrates mostra a Ménon que a aprendizagem é possível.
Desenhando figuras geométricas no chão, Sócrates demonstra que o escravo está inicialmente inapto sobre como encontrar o dobro da área de um quadrado.
Sócrates então desenha uma segunda figura quadrada no chão, de tal forma que o escravo possa ver que adicionando linhas horizontais e verticais, tocando os cantos do quadrado, o dobro da sua área é criada. Sócrates leva o escravo a crer que a área é o dobro da do quadrado original e que o escravo recuperou espontaneamente o conhecimento que tinha de uma vida anterior, sem que tivesse sido ensinado.